# Fulgencio Yegros y Ledesma
Fulgencio Yegros y Ledesma fue gobernador del Paraguay de 1765 a 1766. Al producirse el fallecimiento de José Martínez Fontes, del que era su maestre de campo, asumió el gobierno.
Fulgencio Yegros, patriota de la Independencia de Paraguay, era su nieto.
| Predecesor: José Martínez Fontes | Gobernador del Paraguay 1764-1766 | Sucesor: Carlos Morphi |

- Datos: Q5870867